# Gemeindepolizei

Polizeiadler.

Gemeindepolizei (abreviado, GemPo) es el nombre alemán de una agencia municipal de fuerzas de seguridad del Tercer Reich. Los municipios con más de 2.000 residentes, que no tienen presencia policial estatal, tenían que tener un departamento de policía municipal. Los alcaldes eran comisionados de policía. Bajo ellos, los departamentos de policía municipales estaban dirigidos por jefes de policía profesionales. Las ciudades con más de 10.000 residentes que tenían un departamento de policía municipal también se vieron obligadas a tener una división municipal de investigación criminal.

## Organización
Los municipios con más de 2.000 residentes, que no tienen presencia policial de protección estatal, tenían que tener un departamento de policía municipal. En municipios con menos de 2.000 residentes, la Gendarmerie estaba a cargo de la protección policial. Durante la guerra, se planeó extender la responsabilidad de la Gendarmerie a todas las ciudades con menos de 5.000 residentes, pero no tuvo lugar excepto en un grado muy limitado. En 1942 existían departamentos de policía municipales en 1.338 municipios con más de 5.000 residentes. De estos, cinco tenían más de 100.000 residentes; 22 tenían 50-100, 591 tenían 10-50.000, y 720 tenían 5-10.000 residentes.

## Departamentos de policía municipal

Indicador de vehículo para un Stadtpolizeidirektor.

En pueblos más pequeños, el Bürgermeister era comisionado de policía. Estaba subordinado a Landrat como jefe de la administración policial de Landkreis. En una ciudad que constituía su propio Stadtkreis, el Oberbürgermeister era comisionado de policía y jefe de la administración policial del distrito. Como tal, estaba subordinado al Regierungspräsident en cada Regierungsbezirk. Bajo los comisionados de policía, los departamentos de policía municipales estaban dirigidos por jefes de policía profesionales. 

### Rangos
| Tamaño del municipio                     | Comisionado de policía | Jefe de policía                                                                             |
| ---------------------------------------- | ---------------------- | ------------------------------------------------------------------------------------------- |
| 27 ciudades con más de 50.000 habitantes | Oberbürgermeister      | Stadtpolizeidirektor                                                                        |
| 88 ciudades con 30-50.000 residentes     | Oberbürgermeister      | Polizeioberinspektor                                                                        |
| 106 ciudades con 20-30.000 residentes    | Oberbürgermeister      | Polizeioberkommissar Polizeikommissar                                                       |
| 1.117 ciudades con 5-20.000 residentes   | Bürgermeister          | El jefe de policía de protección estatal más cercano también era jefe de policía municipal. |
| Menos de 5.000 residentes                | Bürgermeister          | El jefe más cercano de la Gendarmerie también era jefe municipal de policía.                |

Fuente:

## Policía de protección
La policía de protección municipal en las ciudades más grandes se llamaba Kommando der Schutzpolizei, mientras que en municipios más pequeños se llamaba Schutzpolizei-Dienstabteilung.

### Rangos
| Tamaño del municipio                     | Comandante de la policía municipal de protección | Equivalente a                      |
| ---------------------------------------- | ------------------------------------------------ | ---------------------------------- |
| 27 ciudades con más de 50.000 habitantes | Kommandeuer der Schutzpolizei                    | Oberstleutnant Mayor               |
| 88 ciudades con 30-50.000 residentes     | Führer der Schutzpolizei-Dienstabteilung         | Hauptmann                          |
| 106 ciudades con 20-30.000 residentes    | Führer der Schutzpolizei-Dienstabteilung         | Inspektor/Revieroberleutnant       |
| 1.117 ciudades con 5-20.000 residentes   | Führer der Schutzpolizei-Dienstabteilung         | Obermeister/Revierleutnant Meister |

Fuente:

## Kriminalpolizei
Las ciudades con más de 10.000 residentes que tenían un departamento de policía municipal también se vieron obligadas a tener una división municipal de investigación criminal: Gemeindekriminalpolizeiabteilung. Fue supervisado por el departamento estatal de investigación criminal (Kripo-Stelle) más cercano. A partir de 1943, todas las divisiones municipales de investigación criminal con más de 10 detectives (es decir, principalmente en ciudades con más de 50.000 residentes) fueron transferidas al estado de Kriminalpolizei.

### Rangos en elKripomunicipal
| Rango en el Kripo municipal | Rango equivalente en el estado Kripo | Rango relativo como          |
| --------------------------- | ------------------------------------ | ---------------------------- |
| Kriminalassistent           | Kriminalassistent                    | Revieroberwachtmeister       |
| Kriminaloberassistent       | Kriminaloberassistent                | Hauptwachtmeister            |
| Kriminalsekretär            | Kriminalsekretär                     | Meister                      |
| Kriminalbezirkssekretär     | Kriminalobersekretär                 | Obermeister/Revierleutnant   |
| Kriminalinspektor           | Kriminalinspektor                    | Inspektor/Revieroberleutnant |
| Kriminaloberinspektor       | Kriminalkommissar                    | Revierhauptmann              |

Fuente: